# 瑟蒂斯伯格
瑟蒂斯伯格是瑞士的城鎮，位於該國北部，由巴塞爾鄉村州負責管轄，面積3.57平方公里，海拔高度491米，2012年人口1,290，六成人口信奉基督教，人口密度每平方公里361人。

## 外部連結
- Official website （页面存档备份，存于） （德文）